# Сипхандон, Кхамтай
Кхамтай Сипхандон (лаос. ຄຳໄຕ ສີພັນດອນ; 8 февраля 1924, Тямпасак, Французский Лаос — 2 апреля 2025, Вьентьян, Лаос), в российской печати также использовалось ошибочное написание Сифандон — лаосский государственный и военный деятель, один из руководителей коммунистического движения Патет Лао и НРПЛ. Активный участник гражданской войны, командующий вооружёнными силами Патет Лао. Министр обороны в правительстве Кейсона Фомвихана. Премьер-министр Лаоса в 1991—1998 годах, председатель (генеральный секретарь) ЦК правящей НРПЛ в 1992—2006 годах, президент Лаоса в 1998—2006 годах.

## В антиколониальном движении
Родился в крестьянской семье из южного региона Тямпасак, на одном из островов речного архипелага Си Пхон Дон на Меконге. В юности работал почтальоном. В начале 1946 года примкнул к националистическому движению Лао Иссара, выступавшему против реставрации французского колониального режима в Лаосе.
Кхамтай Сипхандон активно участвовал в антиколониальном сопротивлении в Саваннакхете и на плато Боловен. Отличался энергичным и рискованным стилем действия. Известно, что перед отступлением повстанцев Сипхандон успел захватить региональную казну Саваннакхета в объёме 150 тысяч индокитайских пиастров. Был одним из сподвижников повстанческого лидера Ситхона Коммадама. Подобно Коммадаму, политически Сипхандон ориентировался на Вьетминь и Хо Ши Мина. Под этим влиянием перешёл на коммунистические позиции. С 1950 года состоял в Патет Лао.

## В Патет Лао и НРПЛ
В независимом Лаосе Кхамтай Сипхандон выступал как противник королевского режима. Занимал должность политкомиссара (политического офицера) в южном военном округе Патет Лао, который являлся основной базой прокоммунистических сил Лаоса. Состоял в Международной комиссии по контролю за выполнением Женевских соглашений 1954.
В 1954 году Кхамтай Сипхандон вступил в Компартию Индокитая. При создании в 1955 году Народно-революционной партии Лаоса стал членом НРПЛ. Принадлежал к близким сподвижникам основателя НРПЛ Кейсона Фомвихана. Политически ориентировался на ДРВ и СССР, идеологически стоял на позициях ортодоксального марксизма-ленинизма. С 1957 Кхамтай Сипхандон — член ЦК НРПЛ. В партийном руководстве Сипхандон стабильно занимал вторую-третью позицию — после Кейсона Фомвихана, наравне с Нухаком Пхумсаваном. Куирировал в партии силовые структуры, безопасность и радиопропаганду.
В 1960 году началась гражданская война в Лаосе. Кхамтай Сипхандон занял пост начальника генерального штаба вооружённых сил Патет Лао. В 1966 году получил звание главнокомандующего Народно-освободительной армии Лаоса. Руководил военными операциями против королевских войск и хмонгских формирований Ванг Пао. Действовал в постоянном политическом и военно-оперативном взаимодействии с войсками ДРВ. На II съезде НРПЛ в 1972 году Кхамтай Сипхандон официально вошёл в состав высшего партийного органа — Политбюро ЦК.

## В партийно-правительственном руководстве
Лаосская гражданская война завершилась в 1975 году победой провьетнамских коммунистических сил. 2 декабря 1975 года была провозглашена Лаосская Народно-Демократическая Республика. Правительство ЛНДР возглавил Кейсон Фомвихан. В его кабинете Кхамтай Сипхандон, как главный силовик НРПЛ, стал министром обороны.
В 1982 году Кейсон Фомвихан произвёл реорганизацию правительственной структуры. Был создан своего рода «внутренний кабинет» из пяти ведущих министров, которые одновременно являлись членами Политбюро. В его состав вошёл и Кхамтай Сипхандон. Он получил также должность вице-премьера по обороне и безопасности.
Кхамтай Сипхандон был проводником жёсткого курса. Политика партийной диктатуры, централизации и идеологизации, огосударствление экономики, массовые репрессии, этнические преследования первых лет правления НРПЛ в значительной степени были связаны с этой фигурой. Как военный министр и куратор госбезопасности, Сипхандон руководил подавлением повстанческого движения хмонгов. Военно-политические решения принимал по согласованию с вьетнамскими властями, полностью принимал вьетнамский контроль над Лаосом.
В 1984 году Сипхандон был награждён советским орденом Красного Знамени — «за большой вклад в разгром японского милитаризма в годы второй мировой войны и в связи с 60-летием со дня рождения». Награждён также вьетнамским орденом Золотой Звезды.
Однако Кхамтай Сипхандон не выдвигал возражений, когда с 1979 года Кейсон Фомвихан начал отход от прежнего курса — отказ от тотальной идеологизации и централизации, допущение традиционных форм хозяйства и быта. Новая политика НРПЛ, с 1986 года называемая «Новый экономический механизм», позволила снизить напряжённость в обществе и в конечном счёте укрепила правящий режим.
В августе 1991 года Кейсон Фомвихан сменил Суфанувонга в должности президента ЛНДР. Он сохранил за собой и высший партийный пост, переименованный из генерального секретаря в председателя ЦК НРПЛ. Премьер-министром ЛНДР стал Кхамтай Сипхандон. К тому времени НРПЛ проводила реформаторский курс, сходный с китайской открытостью и вьетнамским обновлением.

## Во главе партии и государства
Кейсон Фомвихан скончался в ноябре 1992 года. Его преемником во главе НРПЛ стал Кхамтай Сипхандон — тем самым унаследовав высшую власть в стране. Спустя пять лет, в феврале 1998 года, Сипхандон сменил Нухака Пхумсавана на президентском посту. В его руках, как и при Фомвихане, сосредоточилась верховная партийная и государственная власть.
При правлении Кхамтая Сипхандона (несмотря на жёстко коммунистические убеждения его молодости) был в целом завершён переход Лаоса к рыночной экономике. В стране появился частный бизнес. Несколько расширились полномочия представительных органов. Возникли формально независимые гражданские объединения — прежде всего ассоциации местного самоуправления и буддистские организации.
В то же время полностью сохранялась политическая монополия НРПЛ. В партийном руководстве при Сипхандоне возросло представительство армейского генералитета и офицерства, повышались бюджетные ассигнования на военные цели.
Над ключевыми отраслями хозяйства удерживался государственный контроль посредством специально учреждённых госкорпораций (прежде всего в сфере лесной промышленности). Гражданские объединения находились под плотным наблюдением партийных структур, полиции и госбезопасности.
Антикоммунистическая оппозиция и правозащитные организации подвергались жёстким преследованиям. Продолжались военные действия против повстанческого движения, прежде всего хмонгского. Формально власти ЛНДР провозгласили полное национальное равноправие, но в реальности хмонги подвергались дискриминации по этнополитическому признаку. Сам Кхамтай Сипхандон подчёркивал своё недоверие даже к офицерам правительственных войск и ветеранам Патет Лао хмонгского происхождения — по крайней мере, «пока жив Ванг Пао». Особенно ожесточённое противостояние пришлось на конец 1990-х и первую половину 2000-х. Несмотря на объявленный вывод вьетнамских войск из Лаоса, вьетнамские подразделения активно участвовали в боях на стороне правительственных сил.
Положение сильно осложнил азиатский финансовый кризис, последствия которого сказывались в Лаосе на протяжении десятилетия. В этих условиях Кхамтай Сипхандон считал целесообразным торможение реформ. Группа членов правительства, ориентированных на престарелого «архитектора преобразований» Нухака Пхумсавана, влиятельного советника ЦК, придерживалась противоположной точки зрения. Отмечался также заметный рост коррупции.

## Отставка и влияние. Наследие
VIII съезд НРПЛ в 2006 году принял отставку Кхамтая Сипхандона. Новым генеральным секретарём ЦК НРПЛ и президентом ЛНДР стал Тюммали Сайнясон. При этом Сипхандон сохранял серьёзные рычаги влияния на партийно-государственную политику.
Премьер-министром в 2006—2010 годах являлся Буасон Буппхаван, считавшийся «протеже» Сипхандона. Сонексай Сипхандон, сын Кхамтая Сипхандона, был губернатором провинции Тямпасак, замминистра промышленности и торговли, с 2016 — вице-премьер в правительстве Тхонглуна Сисулита, а с конца 2022 года сам возглавил правительство страны. Дочь Кхамтая Сипхандона Вьенгтонг Сипхандон, избранная в ЦК НРПЛ на X съезде партии и в секретариат НРПЛ на XI съезде партии, возглавила высший орган государственного аудита Лаоса.
Клан Сипхандон рассматривается как доминирующий в южном Лаосе. Крупное состояние создано в строительном бизнесе. Коммерческие интересы членов семьи обеспечиваются тесными связями с партийно-государственной властью. Некоторые эксперты полагают, что семейство Сипхандон выступает в качестве партнёра и лоббиста малайзийской корпорации Mega First в проекте ГЭС на Меконге в южнолаосской провинции Тямпасак.
После своей отставки Кхамтай Сипхандон являлся советником ЦК НРПЛ.

### Смерть
Сипхандон умер 2 апреля 2025 года в своей резиденции во Вьентьяне в возрасте 101 года. Правительство Лаоса объявило траур с 3 по 7 апреля.